# Zone 30

Panneau annonçant une zone 30 en Autriche.

Une zone 30 délimite un périmètre urbain dans lequel la vitesse du trafic est modérée pour favoriser la cohabitation de tous les usagers de la voirie. La vitesse maximale autorisée est de 30 kilomètres par heure pour tous les véhicules. Les zones 30 existent dans la plupart des pays de culture occidentale y compris le Japon. Le concept de 20 mph zone qui existe dans certains pays anglophones (ex. Royaume-Uni, États-Unis) est équivalent.
Alors qu'une limitation de vitesse à 30 km/h peut s'arrêter à l'intersection suivante ou à la prochaine limitation de vitesse, la zone 30 s'applique sur l'ensemble des rues et croisements de la zone, depuis le panneau de début jusqu'au panneau de fin de zone.

## Définitions et objectifs

### Définitions
zone 30Une zone 30 est un ensemble connexe de voies où l'autorité investie du pouvoir de police de la circulation limite la vitesse de circulation des véhicules à 30 km/h. Souvent une zone 30 comprend l'ensemble des voies réservées à la desserte locale sur un périmètre cohérent, à l'échelle d'un quartier voire d'une zone plus vaste (ex. centre-ville). Une zone 30 peut également comprendre des sections de voies avec un trafic de transit significatif lorsque l'aménageur souhaite imposer la coexistence de ce trafic avec une forte fréquentation piétonne (ex. rue commerçante), la présence d'enfants (ex. abords d'établissement scolaire) ou connecter des quartiers à la circulation apaisée.
ville 30La mise en zone 30 d'une ville dans sa totalité est souvent réclamée par les élus écologistes. Le terme de ville 30 est utilisé lorsque la limitation est à 30 km/h sur l'ensemble de la ville sauf axes limités à des vitesses spécifiques (50 km/h, 70 km/h).
Dans certains modèles, les zones 30 sont utilisées pour le trafic local, alors que d'autres rues et/ou routes sont maintenues à une vitesse supérieure pour collecter le trafic.
Les zones qui gagnent à être à 30 km/h sont les zones de moins de 100 à 200 hectares, à l'inverse les bénéfices sont moins nets pour les axes de transit qui accueillent un trafic important.

## Aménagements
Une zone 30 est caractérisée par la présence d'aménagements destinés à limiter la vitesse des véhicules et la ségrégation de la voirie.
L'apaisement de la circulation en zone 30 peut se faire :
- par l'absence de garantie de franchissement prioritaire des intersections (ex. absence de feu de circulation, de lignes d'arrêt favorisant une voie prioritaire) ;
- par la perméabilité de la chaussée aux piétons (ex. mise à niveau trottoir - chaussée voire trottoirs traversants, réduction du stationnement latéral) ;
- par la modification de la géométrie des chaussées (ex. chicanes, écluses, courbes, files étroites, voie centrale banalisée) ;
- par une signalisation visuelle incitative (ex. radar pédagogique) ou coercitive (ex. ralentisseurs, feux tricolores couplés à un détecteur de vitesse - à noter que le passage d'un feu du vert au rouge en fonction de la vitesse est illégal en France) ;
- par l'organisation d'un plan de circulation dissuadant le transit des véhicules motorisés.

À 30 km/h, la distance d'arrêt réduite permet aux conducteurs de gérer calmement tous les événements imprévus qui peuvent survenir dans une rue d'agglomération où la vie locale occupe une place significative. La signalisation de police imposant l'arrêt (feux tricolores, stops) et hiérarchisant les priorités aux intersections à l'intérieur des zones 30 n'est nécessaire que pour réguler un trafic important.
Les bandes centrales constituent une solution intéressante.

## Effets
Une analyse de 2006 sur les modélisations mathématiques liant vitesse et accidents montre que pour le modèle le plus abouti, une augmentation de la vitesse moyenne de 1 % induit une augmentation du nombre de victimes de l'ordre de 2 %, du nombre de blessés graves de 3 % et du nombre de tués de 4 %.

### Effets théoriques sur l'accidentalité
L'un des arguments en faveur des zones 30 est la forte réduction du risque de décès des piétons entre un impact à 50 km/h et 30 km/h. Des études ont montré que la mortalité à 30 jours après un impact à 50 km/h était de 40 à 90 %, comparé à seulement 5 à 10 % pour un impact à 30 km/h. Ces chiffres largement diffusés sont contestés par des études plus récentes (2011), qui corrigent des biais statistiques et se fondent sur une estimation plus fiable de la vitesse d'impact en fonction de la vitesse maximale autorisée,,. Ces études aboutissent à des chiffres beaucoup plus faibles, de l'ordre de 8 % pour un impact à 50 km/h et 2 % pour un impact à 30 km/h, ce qui ne diminue en rien le bien-fondé de la mise en place de zones 30.

### Acceptabilité
L'étude souligne également la difficile acceptation de la limitation à 30 km/h par les automobilistes, ceci étant dû en particulier à la conception des véhicules, mal adaptés pour rouler à cette vitesse. Toutefois, l'acceptabilité augmente au cours du temps pour les usagers pratiquant ces zones. D'autre part, avec l'augmentation progressif des voitures électriques dans le parc automobile, la contrainte de la boîte de vitesses et le changement régulier des rapports de vitesse propre aux voitures à moteur à combustion et explosion, permet de rouler plus aisément à 30 km/h avec des voitures électriques. La voiture électrique à une commande de boîte automatique avec le Drive, la marche arrière ou encore la position parking, mais il n’y a pas de boîte de vitesses.

### Effets sur les accidents
Un autre effet de la mesure est une division par deux des nuisances sonores. À Paris, elle correspond à une baisse de 3,4 dB selon une étude de Bruitparif. Dans d'autres villes, l'effet est moindre, comme en Suisse où la limitation de la vitesse réduit le bruit de 3 dB. Certaines sections de rues se prêtent mieux aux zones 30 : elles permettent aux automobilistes de rouler de manière plus constante avec moins d'accélération moins bruyantes, ce qui réduit effectivement les bruits émis, notamment en cœur de nuit. En réalité, la réduction sonore n'est pas toujours de 3 dB et peut dépendre des rues. Les expériences suisses ont permis des réductions sonores de 2,5 à 3,1 dB.
Une étude Cerema grenobloise entrevoit des tendances baissières d'accident piéton (-24 %) (passage de 63 à 48 cas) d'accidents impliquant un deux-roues motorisé (-31%) (passage de 70 cas à 48), amis une tendance à un seul chiffre pour les accidents impliquant un véhicule motorisé léger ou un vélo.
Dans la première ville de plus de 300 000 habitants espagnole à passer à 30 km/h sur 87% de ses voies, Bilbao, le nombre d'accidents est passé de 1 624 accidents en 2018 à 1.504 en 2021 et de 727 blessés à seulement 546. La mortalité a été réduite de 67% et les atropellos de 32%.
En Espagne, le 30 km/h a permis de réduire la mortalité de 14% et les accidents de 17%.
D'autres affirmations indiquent qu'une amélioration de la sécurité est apportée par les zones 30 notamment à Bologne: en Europe, sont cités les chiffres de réduction de 23%, 37%, et 38% des accidents, tués et blessés. Ces chiffres de réduction de 23%, 37%, et 38% des accidents, tués et blessés sont identiques à ceux de Paris, Bruxelles et Zurich[réf. non conforme].

## Différence de temps en fonction de la vitesse
Pour parcourir une distance de 10 kilomètres à 50 km/h de manière continue il faut compter 12 minutes. À une vitesse de 30 km/h, il faut compter 20 minutes.
La vitesse moyenne de déplacement en ville s'établit à 18,9 km/h. Avec une limitation à 30 km/h, cette vitesse moyenne passe à 17,3 km/h, ce qui représente dix à quinze secondes de plus par kilomètre parcouru.
Pour traverser une grande ville comme Paris en France, qui comprend une dizaine de kilomètres de la porte d'Italie à la porte de la chapelle par exemple, il y aurait huit minutes de différence entre une vitesse de 50 km/h et de 30 km/h, dans le cas où un véhicule roulerait de manière continue et sans interruption. Dans la réalité de la circulation d'une ville dont la vitesse se limite à 50 km/h, les nombreux arrêts et ralentissements dus aux feux de circulation, stops, cédez-le-passage, passages pour piétons, giratoires, embouteillages, réduiraient ce gain de temps de huit minutes entre une vitesse de 50 km/h et de 30 km/h, en fonction du nombre de décélérations et d'accélérations que le véhicule devrait effectuer durant le parcours de dix kilomètres. Plus le véhicule effectuerait des arrêts ou des ralentissements, plus il se rapprocherait de la vitesse de 30 km/h par rapport à 50 km/h.

## Par pays

### Allemagne
La Tempo-30-Zone est défini par l'article 45.1c du code de la route allemand; les panneaux d'indication des limites de la zone par l'article 274.

Les panneaux réglementaires en Allemagne
Entrée d'une zone à vitesse limitée à 30 km/h.
Sortie d'une zone à vitesse limitée à 30 km/h.

### Autriche
Graz (240 000 habitants) a été la première ville en Europe à mettre en place une zone 30 sur l'ensemble de son centre-ville.

### Belgique
En Belgique, la zone 30 a reçu un statut juridique le 1er novembre 1988. L'objectif était de rendre les quartiers résidentiels des villes et communes plus sûrs et plus conviviaux.
À cet effet, il fallait, en premier lieu, réduire la vitesse de la circulation motorisée à un niveau compatible avec la sécurité des cyclistes et piétons.
Étant donné que la plupart du temps les limitations de vitesse par elles-mêmes se révèlent insuffisantes, il a fallu procéder, où cela s'avérait nécessaire, à des modifications d'infrastructure. Celles-ci furent rendues obligatoires par l'AR du 17 septembre 1988 fixant les conditions d'aménagement des zones dans lesquelles la vitesse est limitée à 30 km/h, en exécution de l'article 22 quater du code de la route (AR du 1er décembre 1975 portant règlement général sur la police de la circulation routière). Les quartiers résidentiels pouvaient être balisés par les panneaux de circulation F4a et F4b limitant la vitesse à 30 km/h.
En Belgique il existe à la fois des zones 30 permanentes et des zones 30 variables ; mais contrairement à l'Allemagne, la Belgique ne permet par les zones 30 soumises à un panonceau, aussi les zones 30 sont signalées par des panneaux dynamiques[incompréhensible].
Après une première période pendant laquelle des rues éparses et des quartiers d'habitations calmes se voyaient attribuer un statut de zone 30, la tendance est née de créer des zones 30 dans les centres-villes. C'est dans ces centres, mais également dans d'autres quartiers résidentiels, que les conflits entre la circulation motorisée d'une part et les piétons et les cyclistes d'autre part sont les plus aigus et les plus fréquents.
Une évaluation des zones 30 existantes et des problèmes rencontrés par les gestionnaires de voirie pour leur instauration a démontré qu'il fallait un assouplissement de la réglementation si l'on voulait de façon systématique et à une plus grande échelle, dans l'intérêt de la sécurité et de la convivialité, baliser les quartiers résidentiels en zones 30. Ce fut fait avec l'arrêté royal du 9 octobre 1998 qui régit désormais l’aménagement des zones 30.
Tous les abords d'écoles et d'établissements à caractère éducatif (les académies de musique par exemple), doivent être en Zone 30. Cette loi n'oblige plus maintenant l'installation d'équipements tels que les ralentisseurs ou chaussées en chicane.
Toutefois, 75 % des enfants accidentés le sont dans une zone comprise entre la zone 30 et 300 mètres autour de l’établissement scolaire, 46 % en tant que passagers de véhicule motorisés, 33 % en tant que piétons, et 21 % en tant que cyclistes.
À partir de 1992, le passage d'une grande partie de Bruges en zone 30 a précédé une réduction du nombre d'accidents de 25 % et de 36 % pour les cyclistes.
En 2004, l'arrêt royal du 26 avril 2004 abroge l’arrêté royal du 9 octobre 1998 fixant les conditions d’instauration des zones.
En 2008, la réglementation des zones 30 est assouplie pour faciliter la circulation des cyclistes et des piétons, sur les chaussées à sens unique.
En 2020, un tribunal considère qu'en Belgique, en l'absence de tout danger concret établi par le ministère public et au vu de la configuration des lieux, une zone 30 peut être considérée comme n'étant pas strictement limitée à 30 km/h.
En janvier 2021 une manifestation organisée par une association de conducteurs réunit 50 personnes contre la zone 30 de la région bruxelloise

### Espagne
Comme d'autres pays européens, l'Espagne est dotée de zones 30. 85 % des rues de Madrid sont limitées à 30 km/h.
Depuis le 1er mars 2010, 67,7 % des rues de la ville de Barcelone sont limitées à 30 km/h.
Depuis mai 2021, 30 km/h est la limitation de vitesse standard dans les rues urbaines à une seule voie.
Bilbao gagnante de l' urban road safety award a été plus loin en étendant la limite à 30 km/h dans l'ensemble de la ville y compris les rues à deux voies.
En Espagne, le 30 km/h est respecté par une proportion de conducteurs de 80% à Barcelone, 77% à Séville, 71% à Valencia, et 55% à Madrid.

### France
La France compte 200 communes limitées à 30 km/h représentant 15% de la population Française.
En dehors des villes 30, certains villes sont dotées de plusieurs zones 30, comme Caen.
En 2024, la France compte 440 communes principalement limitées à 30 km/h.

En France, la zone 30 a été définie dans l'article R110-2 du Code de la route (modifié par le décret no 2019-1082 du 23 octobre 2019 - art. 2)
Zone 30 : section ou ensemble de sections de voies constituant une zone affectée à la circulation de tous les usagers. Dans cette zone, la vitesse des véhicules est limitée à 30 km/h. Toutes les chaussées sont à double sens pour les cyclistes et les conducteurs d'engins de déplacement personnel motorisés, sauf dispositions différentes prises par l'autorité investie du pouvoir de police. Les entrées et sorties de cette zone sont annoncées par une signalisation et l'ensemble de la zone est aménagé de façon cohérente avec la limitation de vitesse applicable.

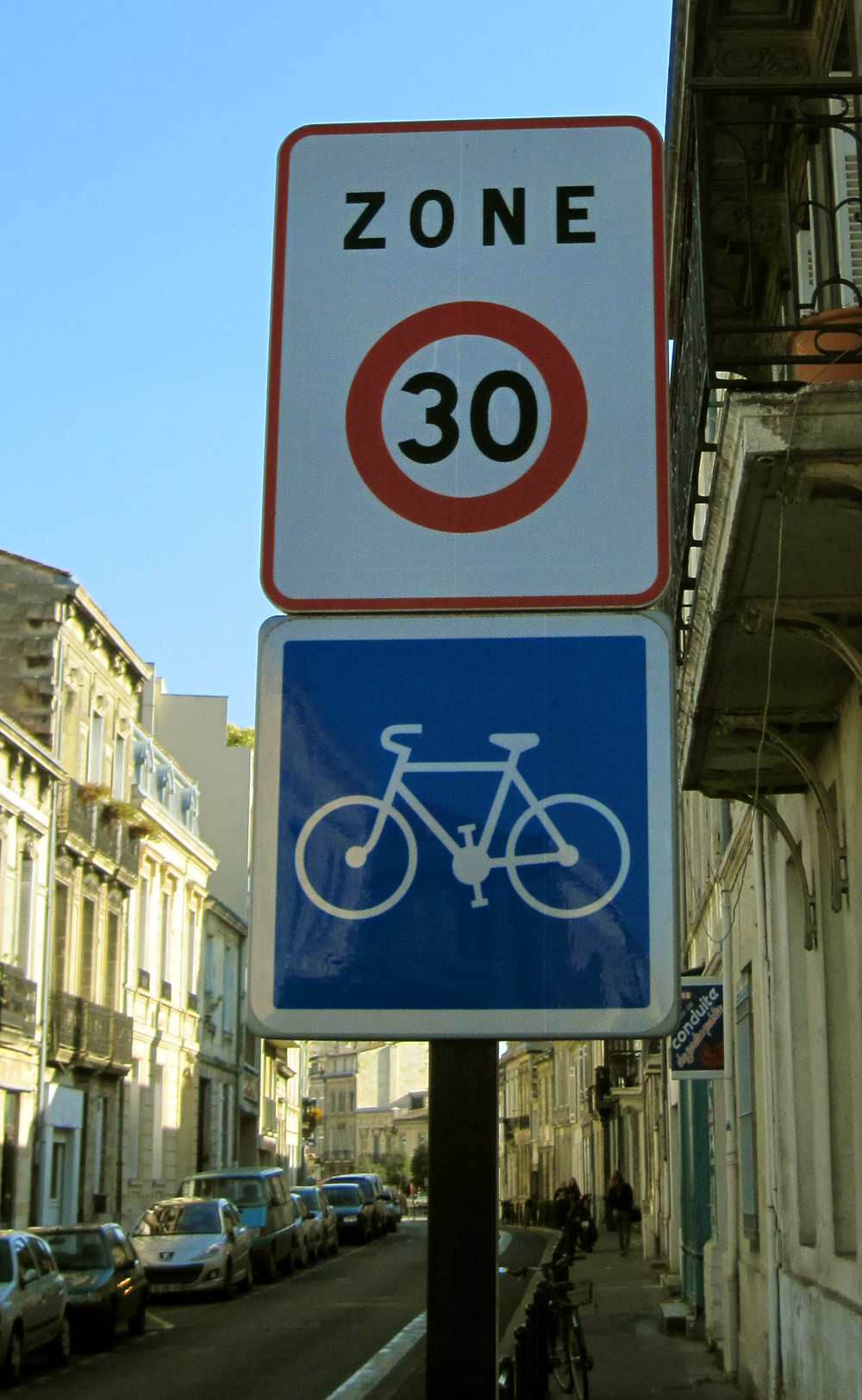
Signalisation de la Zone 30 à l’entrée d’une rue où un aménagement cyclable est présent

Par ailleurs les rues qui ne sont pas dotées d'un trottoir réglementaire doivent être limitées à 30 km/h.

#### Historique

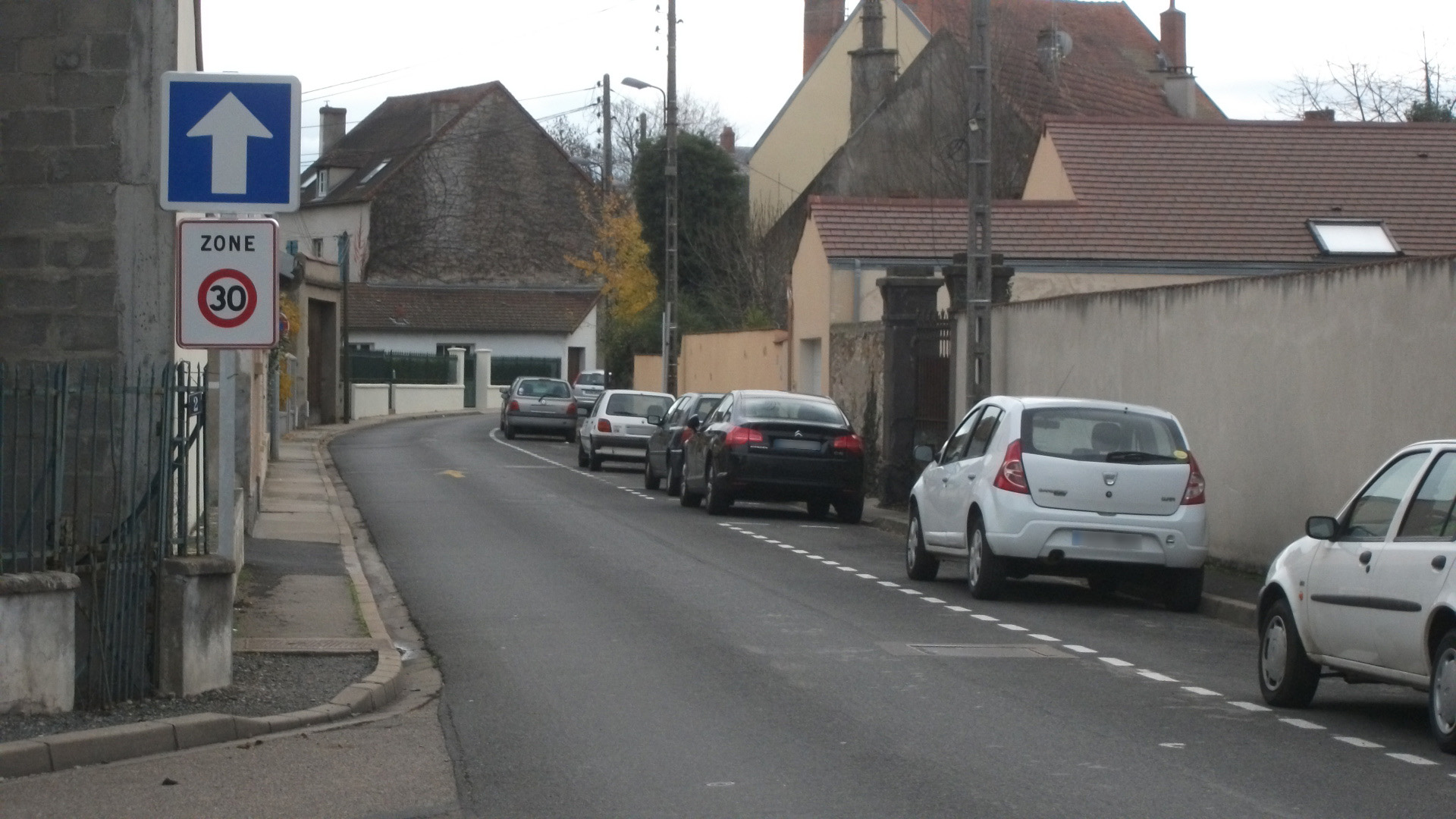
Entrée de zone 30 en France.

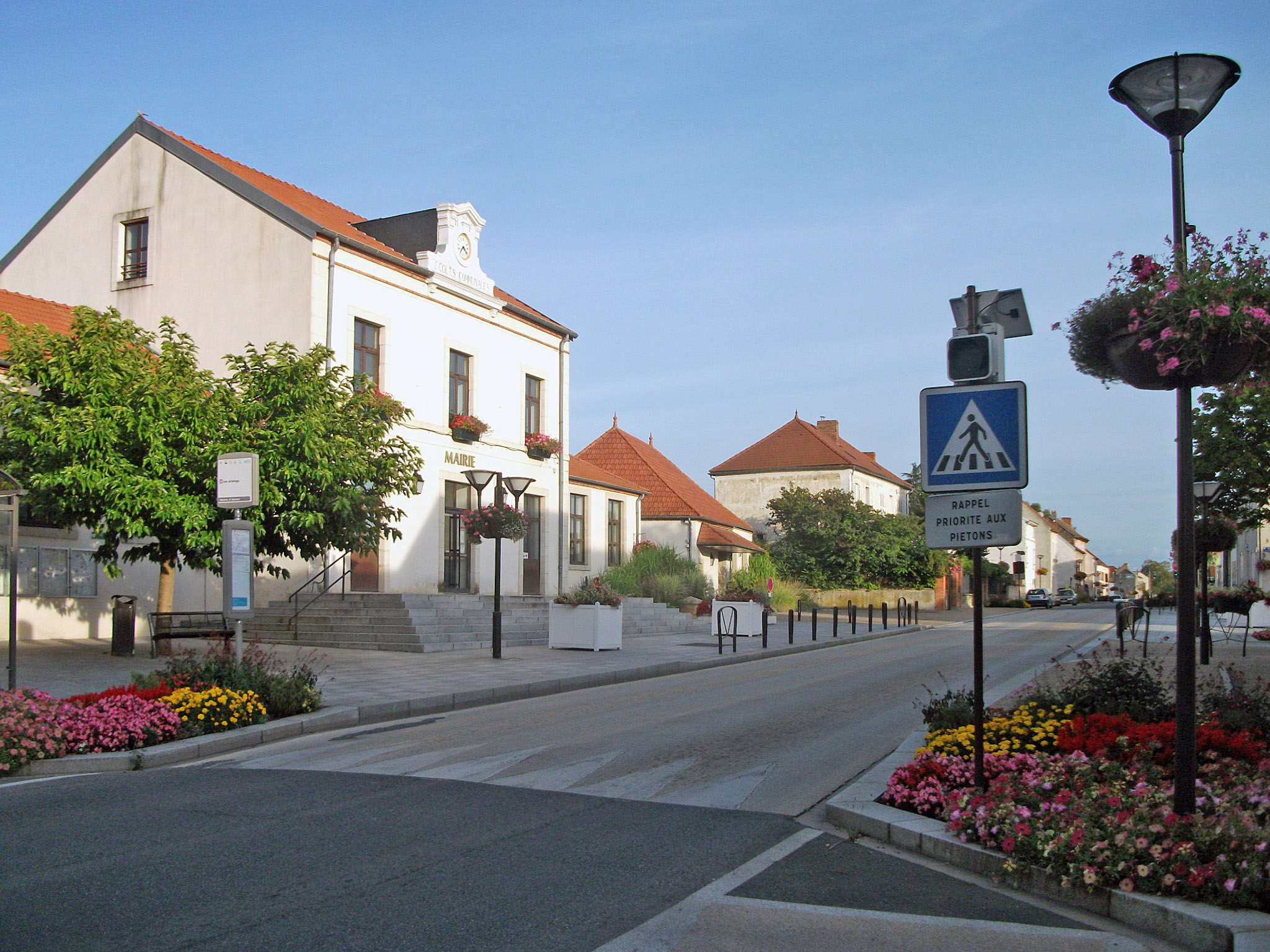
Des aménagements peuvent compléter la zone 30. Ici, le revêtement du ralentisseur (signalé passage piétons) est différent par rapport au reste de la route ; les marquages au sol n'étaient pourtant pas utiles.

À leur création en 1990, les zones 30 étaient limitées dans leur longueur à un minimum et un maximum de 200 et 2 000 mètres.
Un bilan satisfaisant en a été fait en 2000, incitant à un fort développement des zones 30, voire à leur extension à des centres-villes entiers. Le concept a évolué depuis le décret no 2008-754 du 30 juillet 2008,, qui introduit notamment les zones de rencontre et modifie le statut des aires piétonnes.
La résolution adoptée le 27 septembre 2011 par le parlement européen recommande « vivement aux autorités responsables de limiter à 30 km/h la vitesse maximale dans les zones résidentielles et sur toutes les routes à voie unique des zones urbaines qui ne présentent pas de piste (ou bande) distincte pour les cyclistes, et ce afin de mieux protéger les usagers vulnérables… ».
La loi du 22 juillet 2015 vise à permettre la mise en place de limitation de vitesse sur l'ensemble de la commune. Les précédentes définitions, notamment le décret du 30 juillet 2008, étaient restreintes à des espaces limités. L'article L. 2213-1-1. du Code général des collectivités territoriales précise depuis : « Sans préjudice de l'article L. 2213-1, le maire peut, par arrêté motivé, fixer pour tout ou partie des voies de l'agglomération ouvertes à la circulation publique une vitesse maximale autorisée inférieure à celle prévue par le Code de la route, eu égard à une nécessité de sécurité et de circulation routières, de mobilité ou de protection de l’environnement. ».

#### Signalisation française
Ces éléments sont associés à une signalisation spécifique (panneaux zone 30). Il ne devrait pas y avoir de marquage au sol, ni de délimitation des voies de circulation, ni de passages piétons, ce qui permet aux piétons de traverser où ils le souhaitent[réf. nécessaire].
Lorsque la ville est une zone 30, le changement de limitation de vitesse à l'intérieur de la ville est signifié par des marquages au sol.

Les panneaux réglementaires en France
B30. Entrée d’une zone à vitesse limitée à 30 km/h.
B51. Sortie d’une zone à vitesse limitée à 30 km/h.
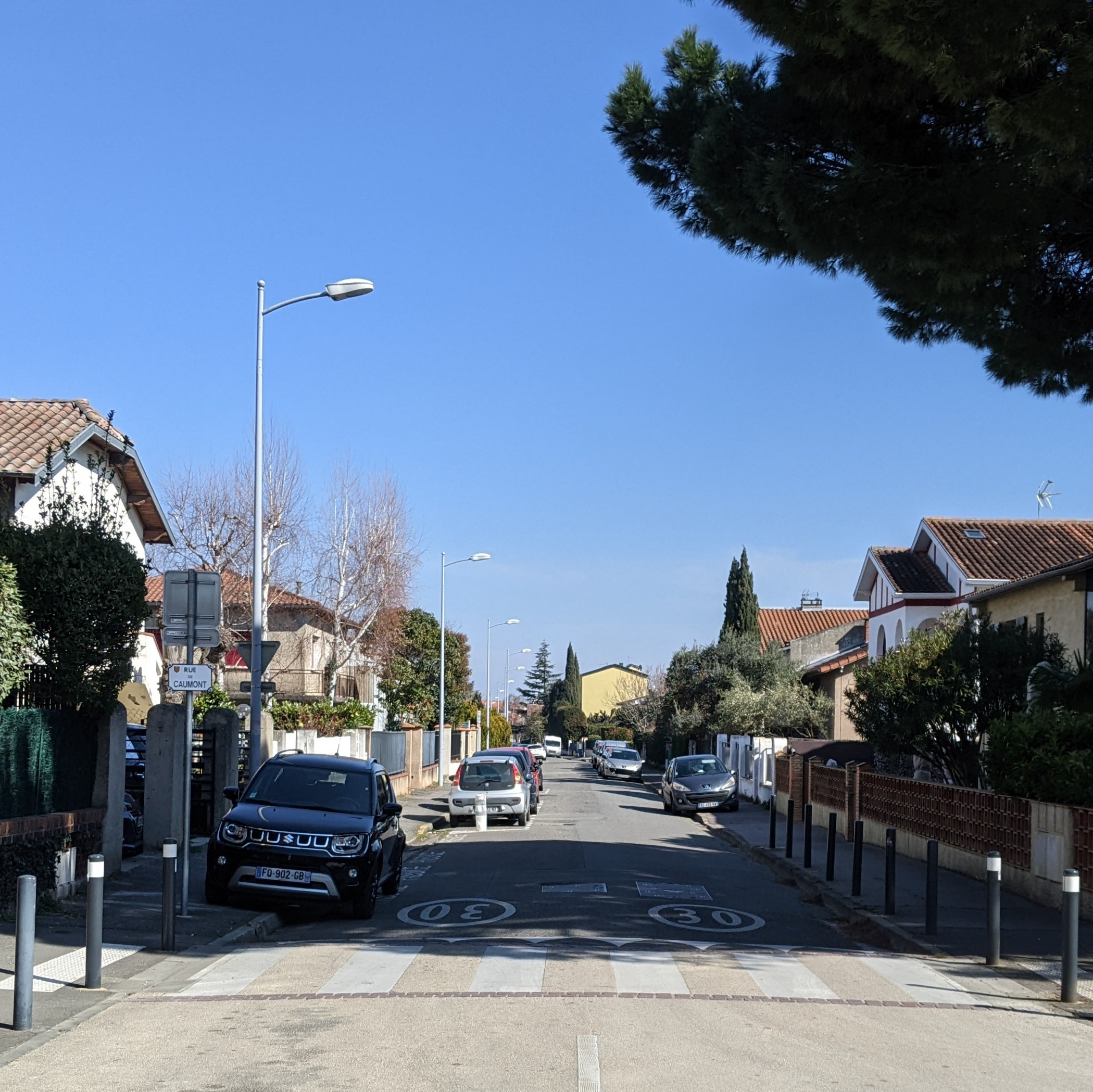
Signalisation au sol de (rappel de) limitation de vitesse à 30 km/h en anamorphose.

#### Utilisation pratique et règles de priorité
Les piétons sont prioritaires sur les véhicules dans les zones 30 en France, dès lors qu'ils manifestent l'intention de traverser. Les règles du code de la route s'appliquent : le piéton a obligation d'emprunter un passage piéton lorsqu'il en existe un clairement défini à moins de 50 m ; cependant les zones 30 tendent à supprimer ou limiter au maximum la présence des passages piétons de sorte que les piétons puissent traverser en tout point de la chaussée. En revanche, dans les zones de rencontre, les piétons sont strictement prioritaires sur les véhicules.
Le décret du 30 juillet 2008 dispose également qu'en zone 30, toutes les chaussées sont à double-sens pour les cyclistes. Le décret du 23 octobre 2019 ajoute que toutes les chaussées en zone 30 sont également à double-sens pour les conducteurs d'engins de déplacement personnel motorisés.
Par ailleurs, le CERTU recommande la priorité à droite comme règle de base, ce qui réduit le nombre de panneaux et incite les usagers à la prudence, donc à rouler à vitesse apaisée.

#### Villes françaises concernées
En 2008, cinq villes des Hauts-de-Seine ont créé une zone 30 sur la totalité de la voirie communale (c'est-à-dire excepté la voirie départementale) : Fontenay-aux-Roses, Sceaux, Clamart, Clichy et Sèvres.
En 2016, la ville de Grenoble et quarante-deux communes de son agglomération décident de réduire la vitesse en ville à 30 km/h sur l'essentiel de la voirie. Seuls les « grands boulevards » et quelques axes qui desservent la périphérie conservent une limitation à 50 km/h,.
Dans la ville de Nantes, plus de 80 % des rues, soit plus de 600 km de voiries, sont en zone 30 depuis le 31 août 2020, contre 43 % des rues fin décembre 2019.
Toutefois, le décompte Cerema compte 614,6 kilomètres de rues en zone 30 — soit 27,31% (ou 26.42%  — sur une longueur de voirie de 2 326 kilomètres.
En France, la zone 30 concerne environ 15 à 30 % de la voirie dans la majorité des villes. Ce ratio est plus élevé pour certaines villes ou agglomérations comme Grenoble (70 %), Lorient (83 %), Nancy (57 %), Douai (72 %) ou Tours (48 %).
Pour les métropoles, le Cerema obtient les chiffres suivants:Grenoble-Alpes Métropole: 83,96%, Métropole du Grand Nancy: 44,68%, Dijon Métropole: 35,96%, Métropole européenne de Lille: 27,78%, Tours Métropole Val de Loire: 27,51 et Nantes Métropole: 27,31%.
Pour les communes, les chiffres publiés par le Cerema sont: Angers: 88,39%, Lorient: 83,03%, Douai: 72,26%, Grenoble: 68,97%, Vannes: 60,18%, Nancy: 57,71%, Colmar: 42,82%, Avignon: 41,07%, Tours: 38,04% et Metz: 35,62%.
Les trois métropoles ayant le plus de kilométrage de zone 30 sont: Grenoble-Alpes Métropole: 968,3 kilomètres, Toulouse Métropole: 725,6 kilomètres, Nantes Métropole: 614,6 kilomètres et Eurométropole de Strasbourg: 454,6 kilomètres.
Les communes ayant le plus de kilométrage de zone 30 sont: Toulouse: 479,5 km, Angers: 461 km, Paris: 396,7 km, Lorient: 214,5 km, Grenoble: 213,7 km, Tours: 183,2 km et Nantes: 179,1 km.
Montpellier inaugure le 30 km/h le 1er août 2021.
Depuis le 30 août 2021, à Paris, la circulation des véhicules est limitée à 30 km/h hormis le périphérique, les boulevards des Maréchaux et quelques axes.
Le mercredi 30 mars 2022, à Lyon, les rues 30 km/h concernent 84 % des rues de la ville de Lyon contre 37 % précédemment. cela signifie que 610 kilomètres sont à 30 km/h sur 627 kilomètres au total. Un an plus tard, Lyon compte une diminution de 22% de l'accidentalité mais aussi une baisse de personnes blessées hospitalisées de 40%.

### Japon
Le Japon très concerné par la mortalité des usagers vulnérables expérimente aussi le concept de zone 30. On compte environ 400 zones dans la Préfecture de Tokyo .

### Luxembourg
Au Luxembourg, entre 2015 et septembre 2016, la moitié des 105 communes du pays ont établi ou demandé une nouvelle zone 30.
La ville de Luxembourg passe également progressivement à 30 km/h.

### Pays-Bas
Le pays est le premier où ces zones ont été développées.
En 1963, le rapport Buchanan conseille que la ville puisse avoir des flux automobiles plus importants mais aussi de créer des « zones d'environnement » pour préserver les quartiers des nuisances du trafic automobile. Aux Pays-Bas, une part de la population, qui conteste les aménagements routiers qui se multiplient, prend au sérieux cette recommandation, en créant à Delft, avec le soutien de la population, une expérimentation sous forme de cour urbaine (rue pour enfants, où les automobilistes résidents ne peuvent accéder qu'à vitesse réduite).
Il est constaté que les accidents corporels ont diminué de 42 % dans 151 zones 30.
Après le succès de ces aménagements, les initiatives se multiplient dans tout le pays.
En 2017, 70 % des rues urbaines des Pays-Bas sont limitées à 30 km/h.
Fin 2023, la ville d'Amsterdam, passe à une vitesse de 30 km/h sur le modèle de villes comme Bruxelles, Paris et Madrid.

### Pologne
En Pologne, la ville de Gdańsk est une ville 30 dans le cadre d'un programme Vision Zero sur la période 2016-2030.
La commune de Małopolskie n'est pas une ville 30, mais a passé les vitesses à proximité des passages piétons à 30 km/h pour réduire la mortalité à proximité des passages piétons.

### Royaume-Uni
En Royaume-Uni les zones 30 sont aménagées de manière que 85 % de véhicules roulent à une vitesse inférieure à 30 km/h. Une étude de 72 zones montrent une réduction de 61 % des accidents et de 67 % des accidents avec blessés graves.
En 2016, pour Londres un quart des rues doivent être limitées à 20 mph (soit 32 km/h).
Londres veut réduire la vitesse maximale à 20 mph (environ 30 km/h) sur une superficie de huit miles carrés en centre ville (environ 16 km2) et dans 37 centres villes et zones de risques de l'agglomération londonienne.
À Bristol, la limitation à 20 miles/h (32 km/h) est approuvé par 95 % des écoles de la ville, et par 74 % des résidents dans les zones résidentielles. La mesure permet d'économiser 15 millions de livre sterling par an.

#### Pays de Galles
En avril 2024, au pays de Galles, 500 000 personnes ont signé une pétition s'opposant à des limites de vitesse de 20 mph soit 32 km/h,,.
En 2025, avec une année d'expérience, le pays de Galles constate qu'il a atteint son point le plus bas, et que là où le 20 mph est la bonne vitesse, les zones 20 mph fonctionnent bien.

### Suisse

diagramme du panneau de zone 30

En Suisse, ce sont l'Ordonnance sur la signalisation routière (OSR) du 5 septembre 1979 (État le 5 décembre 2006) 741.21 et l'Ordonnance sur les zones 30 et les zones de rencontre, qui règlent la chose :
Art. 22a 62 Zone 30 : Le signal « Zone 30 » (2.59.1) désigne des routes, situées dans des quartiers ou des lotissements, sur lesquelles les conducteurs sont tenus de circuler d’une manière particulièrement prudente et prévenante. La vitesse maximale est fixée à 30 km/h.
Dans les zones 30, l'aménagement de passages pour piétons est interdit, sauf exceptions (proximité d'écoles, de homes, etc.). La priorité de droite est en outre la règle, sauf cas particulier lorsque la sécurité l'exige.
La population suisse avait massivement (près de 80 %) refusé la généralisation des zones 30 en 2001 lors d'une initiative populaire fédérale, mais malgré cela les autorités les introduisent en quantité depuis. D'un autre côté, environ les deux tiers des personnes considèrent que les zones 30 réduisent le risque d’accident.
Mais lorsque la vitesse passe de 50 à 30 km/h, les décès ou blessures diminuent d'environ 30 %.
Environ 40 % de la population habite dans une zone 30.
La ville de Genève a produit une page Internet qui explique quel doit être le comportement de chacun dans une zone 30.
La police du Canton de Zurich a effectué une étude sur l'efficacité des Zones 30 en 2004 sur demande du Parlement cantonal et est arrivée à la conclusion qu'elles n'étaient pas souvent efficaces ni utiles.
Il existe en Suisse également des zones de rencontre où les piétons ont la priorité sur les véhicules. Ils peuvent traverser où bon leur semble, tout en étant tenus de ne pas gêner inutilement les conducteurs. L’aménagement de passages pour piétons n’est évidemment pas admis puisque les piétons sont prioritaires. La vitesse maximale autorisée des véhicules y est de 20 km/h.
À Lausanne, 73 des 240 kilomètres de voiries disposent de limitations pour une conduite à vitesse modérée.

### Amériques

#### Mexique
Des villes mexicaines ont établi des zones 30 km/h:
- Monterrey, Nuevo León: dans le Barrio Antiguo[67]
- Guadalajara, Jalisco: dans le quartier historique[68]
- Zapopan, Jalisco: dans le quartier historique[69]
- Los Mochis, Sinaloa: dans le quartier central[70]